# Tajemna księga węża i żurawia
Tajemna księga węża i żurawia, Wielka księga węża i żurawia lub Tajemna księga z Shaolin (oryg. tytuł 蛇鶴八步, She hao ba bu) – hongkońsko-chiński film akcji z elementami sztuk walki z 1978 roku w reżyserii Chen Chi Hwa. Jackie Chan wyreżyserował sztuki walki.
Film zarobił 662 851 dolarów hongkońskich w Hongkongu.

## Fabuła
Hsu Yin-Fung (Jackie Chan) jest młodym wojownikiem podejrzewanym o zabójstwo mistrzów Szaolin oraz o kradzież ich księgi opisującej nowy styl kung-fu – styl węża i żurawia. Członkowie różnych konkurujących ze sobą szkół sztuk walki, usiłują zdobyć tę księgę i są gotowi posunąć się do wszystkiego by osiągnąć swój cel.

## Obsada
Źródło: Filmweb

- Nora Miao – Tang Pin-Er
- Kong Kim – Chien Tse
- Jackie Chan – Hsu Yin-Fung
- Quen Wang
- Chi Sang Wong
- Te-shan Wu
- Hsin Yi Chen
- Ching Lan Chin
- Kang Chin
- Chun Cho
- Han Chang Hu
- Sang-ho Ju
- Ki Bum Kim
- Wang Kuk Kim
- Min-Lang Li
- Chou-hung Lin
- Ya Ying Liu
- Wen Tai Li
- Yung-kuo Li
- Do-shik Ma
- Ching-Hsien Mao
- Tien Miao
- Kang Peng
- Ren Tieh
- Lin Tung
- Wei Ho Tu